# مقاطعة غرين (تينيسي)
مقاطعة غرين (بالإنجليزية: Greene County, Tennessee)‏ هي إحدى مقاطعات ولاية تينيسي في الولايات المتحدة. ، وتبلغ مساحتها 1616 كم2، بلغ عدد سكانها 68831 نسمة في عام 2010 حسب إحصاء مكتب تعداد الولايات المتحدة وتصل الكثافة السكانية فيها 39 نسمة/كم2.

## أعلام
- إلياس نيلسون كونواي
- إليزا جونسون
- جون فينلي كرو
- جيمس سيفير كونواي
- أوليفر بيري تمبل
- كالفين جون وارد

## وصلات خارجية
- greenecountytngov.com